# Johannes Scheidt
Johannes Scheidt (* 8. Dezember 1737 in Sachsenhausen; † 29. Juli 1824 ebenda) war ein deutscher Bürgermeister und Politiker.

## Leben
Scheidt war der Sohn von Philipp Adam Scheidt (* 21. August 1698 in Sachsenhausen; † 12. September 1790 ebenda) und dessen Ehefrau Maria Elisabeth Philippine geborene Schinne (Schenne) (* 3. März 1712 in Sachsenhausen; † 1. März 1798 ebenda). Er war evangelisch und heiratete am 19. Februar 1772 in Sachsenhausen Anna Elisabeth Mitze (* 1. Januar 1751 in Sachsenhausen: † 3. November 1830 ebenda). Sein Großvater war der Konsul Johann Daniel Scheidt (* 4. Mai 1666 in Sachsenhausen; † 9. September 1738 ebenda). 
Zu seinen direkten Nachfahren gehört der Wuppertaler Archäologe und Autor Jörg Scheidt (* 23. Januar 1977 in Wuppertal).
Scheidt lebte als Landwirt, zuletzt als Leibzüchter in Sachsenhausen. Bis 1815 war er Bürgermeister der Stadt Sachsenhausen. Als solcher war er 1815 Mitglied des Landstandes des Fürstentums Waldeck.